# Kento Shiratani
Kento Shiratani (白谷 建人 Shiratani Kento?), född 10 juni 1989 i Kyoto prefektur, är en japansk fotbollsspelare.
Shiratani började sin karriär 2008 i Cerezo Osaka. Efter Cerezo Osaka spelade han för Mito HollyHock, Fagiano Okayama, Roasso Kumamoto och FC Machida Zelvia. Han avslutade karriären 2014.